# Zoco de oro de Dubái
El Zoco de oro de Dubái (en árabe: سوق الذهب) es un mercado tradicional (o zoco) en Dubái, Emiratos Árabes Unidos. El zoco se encuentra en el corazón del distrito comercial de Dubái en Deira, en la localidad de Al Dhagaya. El zoco se compone de más de 300 minoristas que comercian casi exclusivamente en joyería. Los minoristas en el zoco incluyen tanto tiendas bien establecidas como Damas, ARY, Shyam y Joy Alukkas, así como tiendas más pequeñas que operan principalmente en el zoco de oro. Según algunas estimaciones, aproximadamente 10 toneladas de oro están presentes en un momento dado en el zoco. Está bordeado al norte por el Mercado de vegetales y Pescado de Dubái y el paseo marítimo de Deira, cerca de la plaza Baniyas en la calle Sikkat al-Khali que está a poca distancia de la estación de bus de Deira.